# Dealu Viilor (gmina Poiana Lacului)
Dealu Viilor – wieś w Rumunii, w okręgu Ardżesz, w gminie Poiana Lacului. W 2011 roku liczyła 444 mieszkańców.